# Hébergement (voyage)
Pour les articles homonymes, voir Hébergement.
 (janvier 2016).
Un hébergement ou hébergement touristique est un logement temporaire dont a besoin toute personne en déplacement lorsqu'elle s'absente de son domicile pendant plus d'une journée. L'hébergement est nécessaire principalement pour dormir, mais aussi pour assurer la sécurité du voyageur, sa protection contre le froid ou les intempéries, la garde des bagages et lui permettre de faire sa toilette.
La forme d'hébergement commerciale la plus courante est l'hôtel, mais aussi un hébergement payant chez l'habitant dans les chambres d'hôtes.
Les formes traditionnelles d'hébergement comptent le Camping, l'Écotourisme, les hébergements insolites, les Hôtels, l'Hôtellerie et la Parahôtellerie.
Hors des circuits commerciaux, il est possible de se loger chez un ami ou un parent.
Une nouvelle alternative à ces pratiques traditionnelles est de recourir à des hébergements de courte durée réservés par l'intermédiaire des plateformes d'économie collaborative. Ces intermédiaires plateforme d'économie collaborative ne représentent que 25% de l'offre touristique dans l'union européenne en 2023. Toutefois, les réservations réservées sur les quatre principales plateformes ne concernent que 554 millions de nuitées annuelles, soit 1,5 million nuitées journalières dans l'Union européenne, en 2019. Les principaux bailleurs se trouvent dans les villes de Paris, Barcelonne et Rome, 
dans les régions d'Andalousie, de Croatie adriatique et de Catalogne, et dans les États français, espagnols et italien.